# Муснад аль-Баззара
Му́снад аль-Базза́ра (араб. مسند البزار‎) — сборник хадисов, мусульманских преданий о жизни и деятельности пророка Мухаммеда, собранный басрийским хадисоведом Абу Бакром аль-Баззаром.

## Автор
Аль-Баззар родился в Басре. Год рождения точно не известен, однако не раньше 825 года. Преподавал в Исфахане, Багдаде, Египте, Мекке и Рамле. Умер в 292 году по мусульманскому летоисчислению (905 год) в городе Рамла (совр. Израиль).
Согласно ад-Даракутни и аль-Хакиму, аль-Баззар совершал ошибки в передаче иснадов и текстов хадисов.
Учениками аль-Баззара были: ат-Табарани, Абу аш-Шейх и многие другие.

## Описание книги
«Муснад» аль-Баззара также иногда называется «аль-Бахр аз-Заххар» (араб. البحر الزخار‎, Переполненное море), по причине того, что первому изданию «Муснада» издателем было присвоено такое название.
В книге сподвижники, от которых передаются хадисы, упорядочены не по алфавиту, а по их значимости: сначала идут хадисы от четырёх праведных халифов (Абу Бакр, Умар ибн аль-Хаттаб, Усман ибн Аффан и Али ибн Абу Талиб), затем от десятерых обрадованных раем (ашара аль-мубашшира), затем аль-Аббас, Хасан. Хусейн и так далее. Хадисы от сподвижников упорядочены по начальным буквам имён тех, от кого передаются эти хадисы. В большинстве случаев иснады хадисов расположены перед текстом, но в некоторых местах они расположены после матна. Иногда автор комментирует степень своего доверия к передатчику хадиса и его слабые стороны, из-за чего этот сборник иногда называют «Му’аллал». В сборнике, помимо хадисов, которые автор посчитал достоверными, присутствуют и слабые хадисы, на которые указал сам составитель. Количество хадисов в книге доходит до 3442.

## Издания
- аль-Бахр аз-Заххар издан под руководством доктора Махфуз ар-Рахмана Зайнуллаха ас-Сулами в издательстве «Дар аль-улюм ва-ль-хикам» в Медине, Саудовская Аравия, в 1988 году в 9 томах.